# Evergestis merceti
Evergestis merceti is een vlinder uit de familie grasmotten (Crambidae). De wetenschappelijke naam is voor het eerst geldig gepubliceerd in 1933 door Ramon Agenjo.
De soort komt voor in Spanje.